# Ramón Cabrera (beisbolista)
Ramón Salvador Álexander Cabrera (nacido en Caracas, Distrito Capital, Venezuela, el 5 de noviembre de 1989) es un beisbolista profesional que juega en la posición de Receptor En la Liga Venezolana de Béisbol Profesional juega con el equipo Tigres de Aragua. e hijo de Álex Cabrera.

## Carrera como beisbolista

### 2008
En la Venezuelan Summer League
El 11 de abril de 2008 fue firmado por los Piratas de Pittsburgh como agente libre aficionado.
Ramón Cabrera Hizo su primera aparición el 12 de mayo de 2008 con la organización VSL Pirates de la Clase Rookie en la Venezuelan Summer League (Liga de Verano de Venezuela), terminó la temporada el 2 de agosto de 2008, donde jugó 56 partidos y tuvo un promedio de .264, produciendo en 178 turnos al bate, 47 Hit, 24 carreras anotadas, 22 carreras impulsadas, 16 doble, 0 triples, 3 jonrón, 5 base robada, 28 bases por bolas y fue ponchado en 27 turnos.

### 2009
Desde el 18 de mayo de 2009 participa de nuevo con VSL Pirates hasta el 9 de junio de 2009, donde jugó 20 partidos y tuvo un promedio de .312, produciendo en 90 turnos al bate, 24 Hit, 10 carreras anotadas, 19 carreras impulsadas, 6 doble, 0 triples, 2 jonrones, 1 base robada, 12 bases por bolas y fue ponchado en 11 turnos.
En la Gulf Coast League
Ramón Cabrera es cambiado para jugar con GCL Pirates de la Gulf Coast League (La Liga Costa del Golfo) desde el 23 de mayo hasta el 27 de agosto de 2009, jugó 37 partidos y tuvo un promedio de .291, produciendo en 127 turnos al bate, 37 Hit, 15 carreras anotadas, 16 carreras impulsadas, 11 doble, 1 triple, 1 jonrón, 2 bases robadas, 16 bases por bolas y fue ponchado en 16 turnos.

### 2010
En la South Atlantic League
Ramón Cabrera es cambiado para jugar con West Virginia Power de la Clase A (Media), de la South Atlantic League (Liga del Atlántico Sur) desde el 23 de junio hasta el 27 de agosto de 2010, jugó 90 partidos y tuvo un promedio de .265, produciendo en 342 turnos al bate, 92 Hit, 49 carreras anotadas, 40 carreras impulsadas, 14 doble, 4 triple, 1 jonrón, 3 bases robadas, 22 bases por bolas y fue ponchado en 42 turnos.

### 2011
En la Florida State League
Ramón Cabrera es cambiado para jugar con Bradenton Marauders de la Clase A Avanzada (Fuerte) en la Florida State League (Liga del Estado de Florida) debuta desde el 7 de abril hasta el 4 de septiembre de 2011, jugó 92 partidos y tuvo un promedio de .343, produciendo en 327 turnos al bate, 112 Hit, 46 carreras anotadas, 53 carreras impulsadas, 25 doble, 4 triples, 3 jonrones, 5 bases robadas, 38 bases por bolas y fue ponchado en 29 turnos.
En la Liga Venezolana de Béisbol Profesional
Ramón Cabrera Hizo su primera aparición el 14 de octubre de 2011 con la organización Leones del Caracas en La Liga Venezolana de Béisbol Profesional, terminó la temporada el 5 de diciembre de 2011, donde jugó 25 partidos y tuvo un promedio de .179, produciendo en 56 turnos al bate, 10 Hit, 7 carreras anotadas, 3 carreras impulsadas, 1 doble, 1 triple, 0 jonrón, 1 base robada, 9 bases por bolas y fue ponchado en 13 turnos.

### 2012
En la Eastern League
los Piratas de Pittsburgh colocan a Ramón Cabrera en Doble A para jugar con Altoona Curve en la Eastern League (Liga del Este), desde el 5 de abril hasta el 1 de septiembre de 2012, jugó 112 partidos, teniendo un promedio de bateo .276, produciendo en 384 turnos al bate, 106 Hit, 47 carreras anotadas, 50 carreras impulsadas, 22 dobles, 2 triples, 3 jonrones, 0 bases robadas, 33 bases por bolas y fue ponchado en 44 turnos.
En la International League
los Piratas de Pittsburgh colocan a Ramón Cabrera en Triple A para jugar con Indianapolis Indians en la International League (Liga del Este) debuta el 2 de septiembre de 2012, pero jugó solo 1 partido teniendo un promedio de bateo .400, produciendo en 5 turnos al bate, 2 Hit, 1 carreras anotadas, 0 carreras impulsadas, 1 doble, 0 triples, 0 jonrones, 0 bases robadas, 0 bases por bolas y fue ponchado en 0 turnos.
En la Liga Venezolana de Béisbol Profesional
Ramón Cabrera vuelve a participar con la organización Leones del Caracas desde 11 de octubre hasta el 30 de diciembre de 2012, donde jugó 32 partidos y tuvo un promedio de .267, produciendo en 90 turnos al bate, 24 Hit, 11 carreras anotadas, 12 carreras impulsadas, 3 dobles, 0 triples, 1 jonrón, 0 base robada, 6 bases por bolas y fue ponchado en 12 turnos.
En noviembre de 2012, el Piratas de Pittsburgh añadió Ramón Cabrera a la lista de 40 jugadores para protegerlo de la Regla 5 Proyecto.
El 5 de diciembre de 2012, Cabrera fue cambiado a los Tigres de Detroit a cambio de Andy Oliver.

### 2013
En la Eastern League
los Tigres de Detroit colocan a Ramón Cabrera en Doble A para jugar con Erie SeaWolves en la Eastern League (Liga del Este), desde el 4 de abril hasta el 2 de septiembre de 2013, jugó 84 partidos, teniendo un promedio de bateo .304, produciendo en 312 turnos al bate, 95 Hit, 44 carreras anotadas, 54 carreras impulsadas, 22 dobles, 2 triples, 0 jonrones, 4 bases robadas, 44 bases por bolas y fue ponchado en 34 turnos.
En la International League
los Tigres de Detroit colocan a Ramón Cabrera en Triple A para jugar con Toledo Mud Hens en la International League (Liga Internacional) debuta el 3 de mayo hasta el 30 de junio de 2013, jugó 39 partidos, teniendo un promedio de bateo .249, produciendo en 149 turnos al bate, 36 Hit, 13 carreras anotadas, 15 carreras impulsadas, 9 dobles, 1 triples, 1 jonrones, 4 bases robadas, 14 bases por bolas y fue ponchado en 21 turnos.
En la Liga Venezolana de Béisbol Profesional
Ramón Cabrera vuelve a participar con la organización Leones del Caracas desde 16 de octubre hasta el 30 de diciembre de 2012, donde jugó 35 partidos y tuvo un promedio de .294, produciendo en 119 turnos al bate, 35 Hit, 10 carreras anotadas, 14 carreras impulsadas, 9 dobles, 0 triples, 4 jonrón, 0 base robada, 8 bases por bolas y fue ponchado en 21 turnos.

### 2014
Él fue reclamado en waivers por los Piratas el 13 de agosto de 2014. [3] Los Piratas liberó a  Cabrera el 24 de noviembre de 2014. [4]

### 2015
Cabrera firmó con la organización Rojos en 2015, y jugó para los palos de Louisville de la Clase AAA Liga Internacional . [5] Los Rojos promovidos Cabrera a las Grandes Ligas el 1 de septiembre de 2015. [6] 

### 2016
Hizo su debut en las mayores el 5 de septiembre [7] El 28 de noviembre de 2016, Cabrera fue designado para asignación. [8] Él no fue presentada el 2 de diciembre

### 2020
Los Leones del Caracas deciden cambiarlo a los Tigres de Aragua por un lanzador.